# NGC 1023-gruppen
NGC 1023-gruppen är en galaxhop i stjärnbilderna Perseus och Andromeda.